# Якетичи
Якетичи (серб. Јакетићи / Jaketići) — село в общине Братунац Республики Сербской Боснии и Герцеговины. Население составляет 21 человек по переписи 2013 года.

## География
Площадь обрабатываемых земель — 654 гектара.